# Campo de Dalías
El Campo de Dalias, és una comarca natural situada al sud-oest de la província d'Almeria, a Andalusia.
El Campo de Dalías forma part de la comarca administrativa del Poniente Almeriense.
Dalías significa vinya en àrab.
Des de la dècada de 1950, el Campo de Dalías, junt amb la comarca natural del Campo de Níjar s'hi ha desenvolupat la zona dels hivernacles d'Almeria.

## Localitats
- El Ejido
- Roquetas de Mar
- Vícar
- La Mojonera
- Enix
- Felix.